# Roelf de Boer
Roelf Hendrick de Boer (ur. 9 października 1949 w Rotterdamie) – holenderski polityk, menedżer i działacz gospodarczy, wicepremier (2002–2003) oraz minister transportu i gospodarki wodnej (2002–2003).

## Życiorys
Kształcił się w prywatnej HBS Westersingel w Rotterdamie, następnie na różnych kursach menedżerskich. W latach 1969–1971 służył w piechocie morskiej. Następnie do 1984 pracował w przedsiębiorstwie okrętowym Koninklijke Nedlloyd Groep. Później był m.in. dyrektorem agencji morskiej, przedsiębiorstwa logistycznego oraz holdingu transportowego EWT. W 2002 powołany na prezesa izby przemysłowo-handlowej w Rotterdamie.
Działał w Partii Ludowej na rzecz Wolności i Demokracji, z której w 2002 przeszedł do Listy Pima Fortuyna. 22 lipca 2002 w pierwszym rządzie Jana Petera Balkenende z rekomendacji LPF objął stanowisko ministra transportu i gospodarki wodnej. 18 października tego samego roku został dodatkowo wicepremierem (w miejsce Eduarda Bomhoffa). Funkcje te pełnił do 27 maja 2003.
Powrócił później do swojego pierwotnego ugrupowania, z jego ramienia w latach 2006–2007 był członkiem zarządu miejskiego (wethouderem) w Rotterdamie. Był również m.in. prezesem Nederlandse Vereniging van Ziekenhuizen, zrzeszenia holenderskich szpitali (2008–2012).